# Eduardo José Farah
Eduardo José Farah (Campinas, 1 de maio de 1934 – São Paulo, 17 de maio de 2014) foi um empresário e dirigente desportivo brasileiro. Foi presidente da Federação Paulista de Futebol de 1988 a 2003.

## Biografia
De ascendência libanesa, Farah iniciou suas atividades profissionais no ramo de tecidos. Depois, tentou a sorte nos setores imobiliário e financeiro até se tornar dirigente esportivo. Ligado ao Guarani, Farah foi presidente do clube em 1967.
Em 1988, assumiu a presidência da Federação Paulista de Futebol, cargo no qual permaneceu até 2003, quando foi sucedido por Marco Polo Del Nero. Durante sua gestão, a federação implantou inovações nas partidas, como decisões por pênaltis após jogos que terminassem empatados, dois árbitros atuando por jogo e o uso do spray para posicionamento da bola e da barreira em cobranças de faltas.
Depois de sair do mundo do futebol, dedicou-se a seus negócios pessoais.

## Morte
Farah foi internado no Hospital do Coração, em São Paulo, em 26 de novembro de 2013, e permaneceu internado até sua morte por falência múltipla de órgãos, em 17 de maio de 2014.